# Анна Мария Ваза
Анна Мария Ваза (пол. Anna Maria Wazówna, швед. Anna Maria Vasa; 23 мая 1593, Краков — 9 февраля 1600, Краков) — польская принцесса, старшая дочь короля Польши и великого князя литовского Сигизмунда III и его первой жены Анны Австрийской.
Анна Мария и её младший брат Владислав находились под опекой Урсулы Мейерин, которая была старшей гувернанткой детей короля и смотрительницей королевских кормилиц.
Принцесса скончалась 9 февраля 1600 года в возрасте 6 лет от кори. Была похоронена в семейной крипте Сигизмунда в Вавельском соборе.